# تریسی دینیویدی
تریسی دینیویدی (انگلیسی: Traci Dinwiddie؛ زاده ۲۲ دسامبر ۱۹۷۳) یک هنرپیشه اهل ایالات متحده آمریکا است. وی از سال ۱۹۹۸ میلادی تاکنون مشغول فعالیت بوده‌است.
از فیلم‌ها یا برنامه‌های تلویزیونی که وی در آن نقش داشته‌است می‌توان به النا خام اشاره کرد.